# Сферолобиум
Сферолобиум (лат. Sphaerolobium) — род растений семейства Бобовые. Все виды — эндемики Австралии, встречающиеся во всех штатах и территориях, за исключением Северной территории.

## Виды
По информации базы данных The Plant List, род включает 18 видов:
- Sphaerolobium acanthos Crisp
- Sphaerolobium alatum Benth.
- Sphaerolobium daviesioides Turcz.
- Sphaerolobium drummondii Turcz.
- Sphaerolobium fornicatum Benth.
- Sphaerolobium gracile Benth.
- Sphaerolobium grandiflorum Benth.
- Sphaerolobium linophyllum (Hugel) Benth.
- Sphaerolobium macranthum Meissner
- Sphaerolobium medium R.Br.
- Sphaerolobium nudiflorum (Meissner) Benth.
- Sphaerolobium pubescens Butcher
- Sphaerolobium pulchellum Meissner
- Sphaerolobium racemulosum Benth.
- Sphaerolobium rostratum Butcher
- Sphaerolobium scabriusculum Meissner
- Sphaerolobium validum Butcher
- Sphaerolobium vimineum Sm.